# Комарівська сільська рада (Сторожинецький район)
Кома́рівська сільська́ ра́да — адміністративно-територіальна одиниця та орган місцевого самоврядування у Сторожинецькому районі Чернівецької області. Адміністративний центр — село Комарівці.

## Загальні відомості
- Населення ради: 1 135 осіб (станом на 2001 рік)

## Населені пункти
Сільській раді були підпорядковані населені пункти:
- с. Комарівці

## Склад ради
Рада складалася з 16 депутатів та голови.
- Голова ради: Бажура Світлана Іванівна

### Керівний склад попередніх скликань
| Прізвище, ім'я, по батькові | Основні відомості                                                 | Дата обрання | Дата звільнення |
| --------------------------- | ----------------------------------------------------------------- | ------------ | --------------- |
| Бажура Світлана Іванівна    | Сільський голова, 1965 року народження, освіта вища, позапартійна | 26.03.2006   | 31.10.2010      |
| Бажура Світлана Іванівна    | Сільський голова, 1965 року народження, освіта вища, позапартійна | 31.10.2010   |                 |

Примітка: таблиця складена за даними сайту Верховної Ради України

### Депутати
За результатами місцевих виборів 2010 року депутатами ради стали:

#### За суб'єктами висування
| Суб'єкт висування | Кількість обраних депутатів | %   |
| ----------------- | --------------------------- | --- |
| Самовисування     | 16                          | 100 |

#### За округами
| № округу | Прізвище, ім'я, по батькові       | Дата визнання обраним | Освіта             | Партійна приналежність                | Відомості про обраного депутата                         |
| -------- | --------------------------------- | --------------------- | ------------------ | ------------------------------------- | ------------------------------------------------------- |
| 1        | Яровий Дмитро Михайлович          | 02.11.2010            | середня            | позапартійний                         | Комарівська загальноосвітня школа І-ІІ ст., завгосп     |
| 2        | Кошарюк Орися Олександрівна       | 02.11.2010            | вища               | член Політичної партії «Наша Україна» | Комарівська сільська рада, секретар                     |
| 3        | Дорожкіна Наталія Костянтинівна   | 02.11.2010            | вища               | позапартійна                          | Комарівська загальноосвітня школа І-ІІ ст., вчитель     |
| 4        | Рахліцька Жанна Іванівна          | 27.12.2010            | середня спеціальна | позапартійна                          | Комарівська загальноосвітня школа І-ІІ ст., бібліотекар |
| 5        | Демедюк Василь Ілліч              | 02.11.2010            | середня            | позапартійний                         | Жадівське лісництво, вальник лісу                       |
| 6        | Гуцуляк Олена Миколаївна          | 02.11.2010            | середня спеціальна | позапартійна                          | тимчасово не працює                                     |
| 7        | Роговський Геннадій Олександрович | 02.11.2010            | середня            | член Партії «ВІДРОДЖЕННЯ»             | Чернівецька дистанція колії ПС −11, майстер             |
| 8        | Кушнір Марія Василівна            | 02.11.2010            | середня спеціальна | член Політичної партії «Наша Україна» | приватний підприємець                                   |
| 9        | Унгурян Любов Миколаївна          | 02.11.2010            | середня спеціальна | член Політичної партії «Наша Україна» | Комарівська сільська лікарська амбулаторія, медсестра   |
| 10       | Барановський Георгій Миколайович  | 02.11.2010            | середня            | позапартійний                         | пенсіонер                                               |
| 11       | Ткачук Олександр Михайлович       | 02.11.2010            | середня спеціальна | позапартійний                         | Жадівськелісництво, майстер лісу                        |
| 12       | Демедюк Наталія Василівна         | 02.11.2010            | вища               | член Політичної партії «Наша Україна» | Комарівський ДНЗ «Колосок», вихователь                  |
| 13       | Москаленко Галина Василівна       | 27.12.2010            | середня спеціальна | позапартійна                          | Комарівська с/рада, бухгалтер                           |
| 14       | Гараміта Ірина Оттівна            | 02.11.2010            | середня            | позапартійна                          | тимчасово не працює                                     |
| 15       | Гакман Людмила Михайлівна         | 02.11.2010            | незакінчена вища   | позапартійна                          | Комарівська загальноосвітня школа І-ІІ ст., вчитель     |
| 16       | Семчук Тетяна Василівна           | 02.11.2010            | середня            | позапартійна                          |                                                         |